# NGC 1033
NGC 1033 est une galaxie spirale située dans la constellation de la Baleine. NGC 1033 a été découverte par l'astronome américain Francis Leavenworth en 1866.

## Caractéristiques
Sa vitesse par rapport au fond diffus cosmologique est de 7 061 ± 15 km/s, ce qui correspond à une distance de Hubble de 104,1 ± 7,3 Mpc (∼340 millions d'al).
La classe de luminosité de NGC 1025 est III et elle présente une large raie HI.
À ce jour, deux mesures non basées sur le décalage vers le rouge (redshift) donnent une distance de 104,500 ± 3,050 Mpc (∼341 millions d'al), ce qui est à l'intérieur des valeurs de la distance de Hubble.
En raison d'une brillance de surface égale à 14,00 mag/am2, on peut qualifier NGC 1033 de galaxie à faible brillance de surface (LSB en anglais pour low surface brightness). Les galaxies LSB sont des galaxies diffuses (D) avec une brillance de surface inférieure de moins d'une magnitude à celle du ciel nocturne ambiant.

## Supernova
La supernova SN 2010jc a été découverte dans NGC 1033 le 29 octobre 2010 par les astronomes amateurs canadien Jack Newton et américain Tim Puckett. Cette supernova était de type IIP.